# 寶田邨
寶田邨（英語：Po Tin Estate），原為寶田中轉房屋（英語：Po Tin Interim Housing），是香港房屋委員會轄下公共屋邨之一，位於新界屯門新市鎮西北部，第29區鳴琴路99號，毗鄰良景邨及田景邨。全邨共有9座樓宇，合共8,736個單位，於2000年6月開始入伙。 屋邨由其士集團承建。 現由中國海外物業服務有限公司責管理。
「寶田」一名來自其北面的寶塘下和南面的田景邨；部份土地原為興田臨時房屋區。

## 歷史
1980年代初，香港政府將屯門良田村的一大片農地平整發展公共房屋，其中寶田邨的原址被用作臨屋區。1995年，鑑於中轉房屋需求增加，香港政府決定於屯門第29區興田臨屋區興建新型中轉房屋。 這些新型中轉房屋具備獨立廁所、廚房及水電供應，並有足夠社區設施及公共交通配套。寶田中轉房屋於2000年6月開始入伙。
2004年，隨著香港政府放寬寮屋居民安置政策，並推出「提前配屋計劃」，更多合資格人士可提早獲得公屋安置。另外公屋供應增加，平均輪候時間由2000-2001年間四年以上降至兩至三年，中轉房屋空置率持續上升，達到同年3月整體空置率百分之43.4。 寶田中轉房屋入住率亦減至百分之52.3。有見及此，同年6月，房委會決定提升寶田中轉房屋保安系統後改作租住公屋，編配予公屋輪候冊上的申請人，並保留部份單位作中轉房屋之用。 同年9月，房屋署已成功編配約4,420個單位。
2013年4月底，寶田邨8,736個單位之中，1,916個為中轉房屋單位，6,820個則為租住單位，整體入住率達百分之95。

## 屋邨資料
寶田邨每座大廈只以座數命名，是採用此命名方法的香港公共屋邨之一。

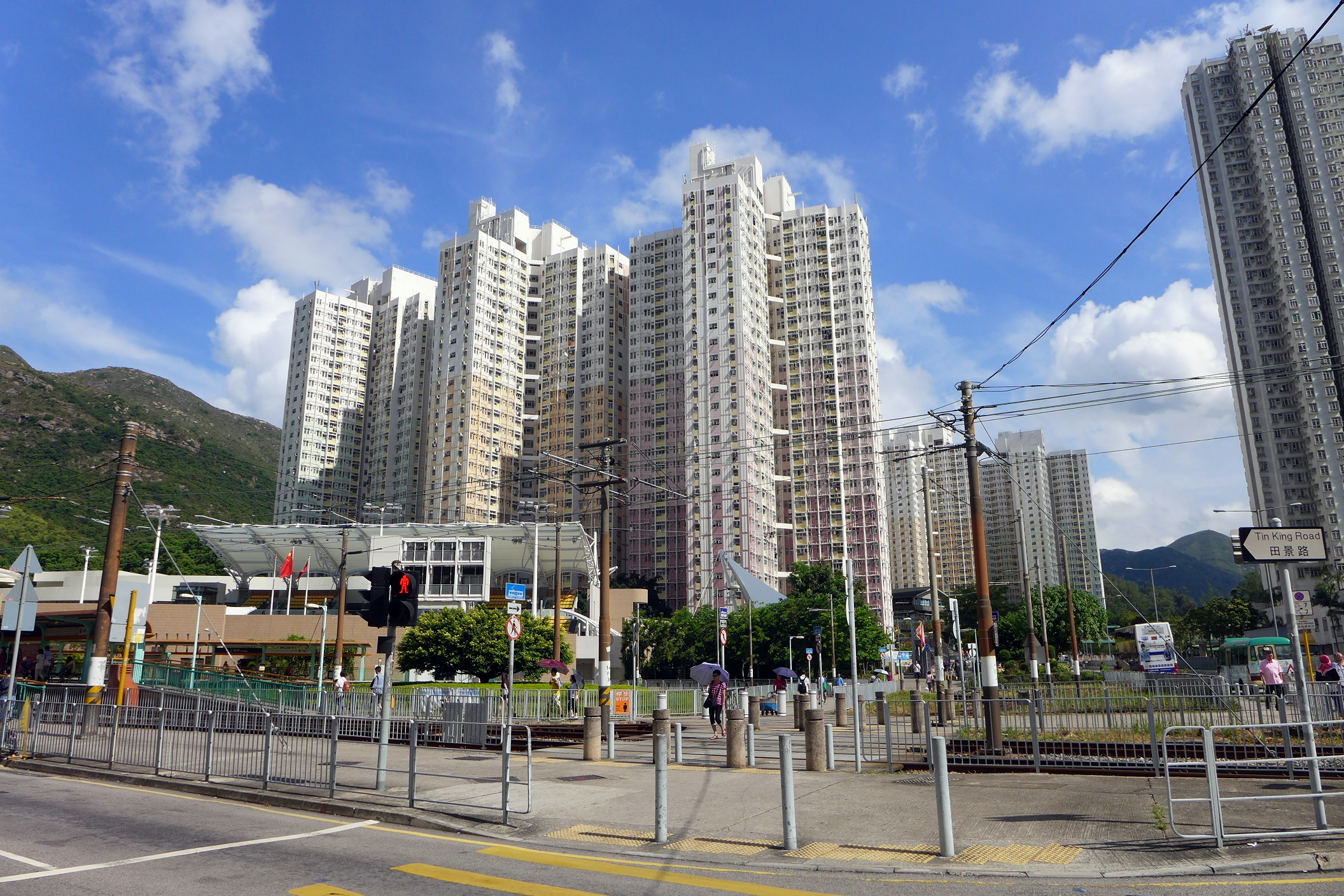
寶田邨南面（2014年9月）

### 樓宇
| 樓宇名稱 | 樓宇類型             | 落成年份 | 層數 | 每層伙數 | 每座單位總數（伙） | 承建商   | 提供升降機的廠商 |
| -------- | -------------------- | -------- | ---- | -------- | ------------------ | -------- | ---------------- |
| *第1座   | 多層中轉房屋大廈     | 2000年   | 28   | 36       | 1008               | 其士集團 | 奧的斯           |
| *第2座   | 多層中轉房屋大廈     | 2000年   | 28   | 36       | 1008               | 其士集團 | 奧的斯           |
| *第3座   | 多層中轉房屋大廈     | 2000年   | 28   | 36       | 1008               | 其士集團 | 奧的斯           |
| 第4座    | 多層中轉房屋大廈     | 2000年   | 28   | 36       | 1008               | 其士集團 | 奧的斯           |
| 第5座    | 多層中轉房屋大廈     | 2000年   | 28   | 36       | 1008               | 其士集團 | 奧的斯           |
| 第6座    | 多層中轉房屋大廈     | 2000年   | 28   | 36       | 1008               | 其士集團 | 奧的斯           |
| 第7座    | 多層中轉房屋大廈     | 2000年   | 28   | 36       | 1008               | 其士集團 | 奧的斯           |
| *第8座   | 多層中轉房屋大廈     | 2000年   | 28   | 36       | 1008               | 其士集團 | 奧的斯           |
| 第9座    | 多層中轉房屋大廈二型 | 2000年   | 28   | 24       | 672                | 其士集團 | 奧的斯           |

以 * 標示樓宇為2019冠狀病毒病香港疫情中多名確診個案患者居住的大廈

## 設施

### 寶田商場

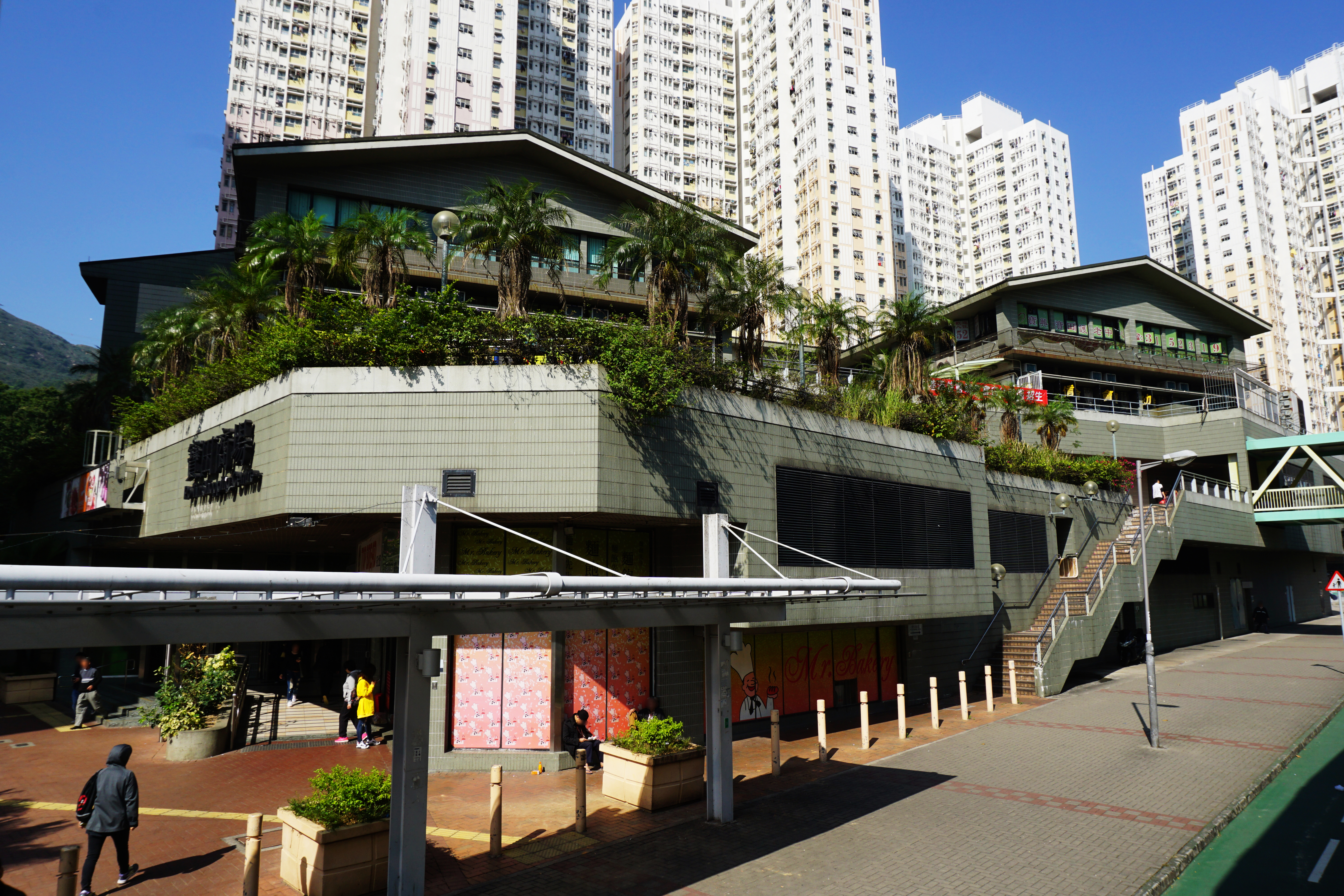
寶田商場外貌

商場樓高4層，位於地下至3樓，面積約6.3萬平方呎，設20個舖位，於2000年落成。地下至一樓的租戶以民生商戶為主，如酒樓（已結業）、餐廳、超級市場、街市、日用品店及藥房等。而二樓至三樓均為幼稚園、社會服務中心及護老院。而停車場設44個私家車位、12個上落貨車位及6個電單車車位。物業由科達地產主席湯君明持有，於2016年領展標售商場時，以近4.4億港元購入。業主到2022年11月底決定放售商場連62個露天泊車位，意向價約9億元。

### 主要商舖列表
以下商舖資料以2023年12月的寶田商場為準
地下
- 慶和堂涼茶（1號舖）
- OK便利店（6號舖）
- Top Bread 拓比歷（11號舖）

一樓
- 通寶行百貨（101號舖）
- 百佳超級市場（105號舖）
- 嘉美護老院（106號舖）
- 大快活（108號舖）

### 寶田街市

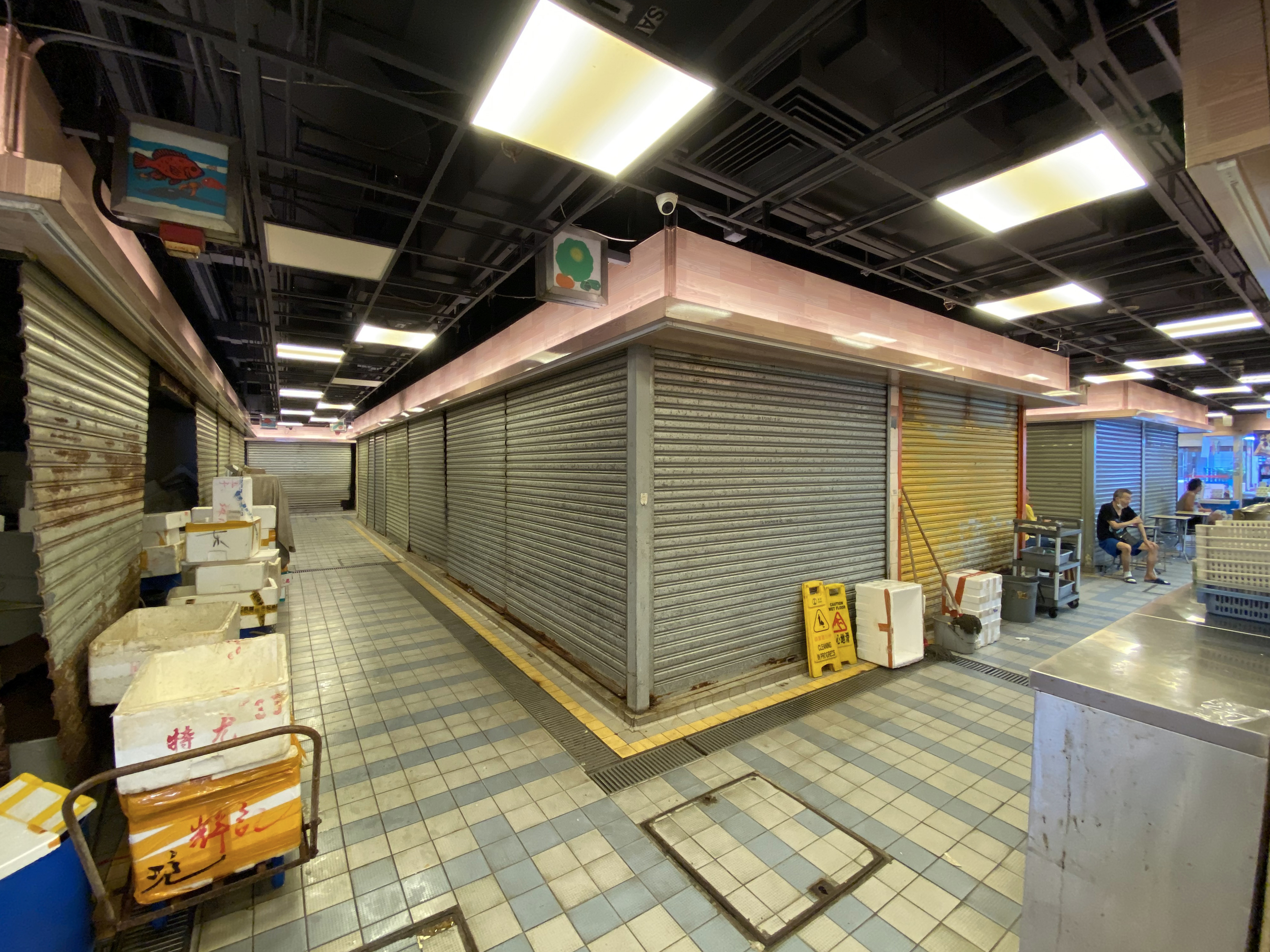
2021年的寶田街市，有多個檔位空置中

街市位於地下，設52個舖位。在2016年業主購入後收回並重新裝修，舖位減少至39個，當中包括食肆用途。2017年有報導指普遍加租逾兩成，呎租最高達200元，較商場舖位高逾七成，導致不少租客拒絕續租而遷出。而街市有多個檔位空置中。

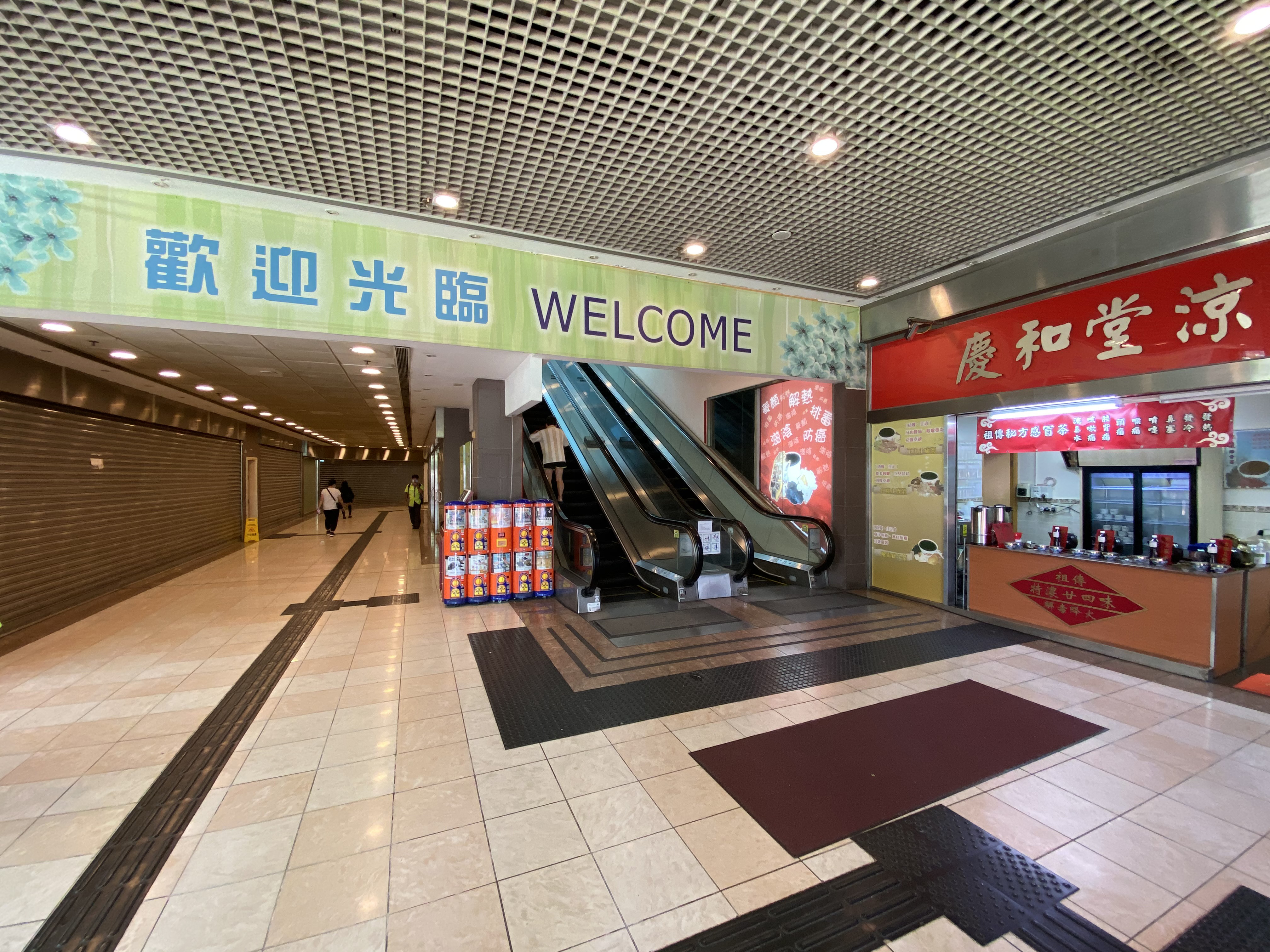
寶田商場地下有多個舖位空置中（2021年）
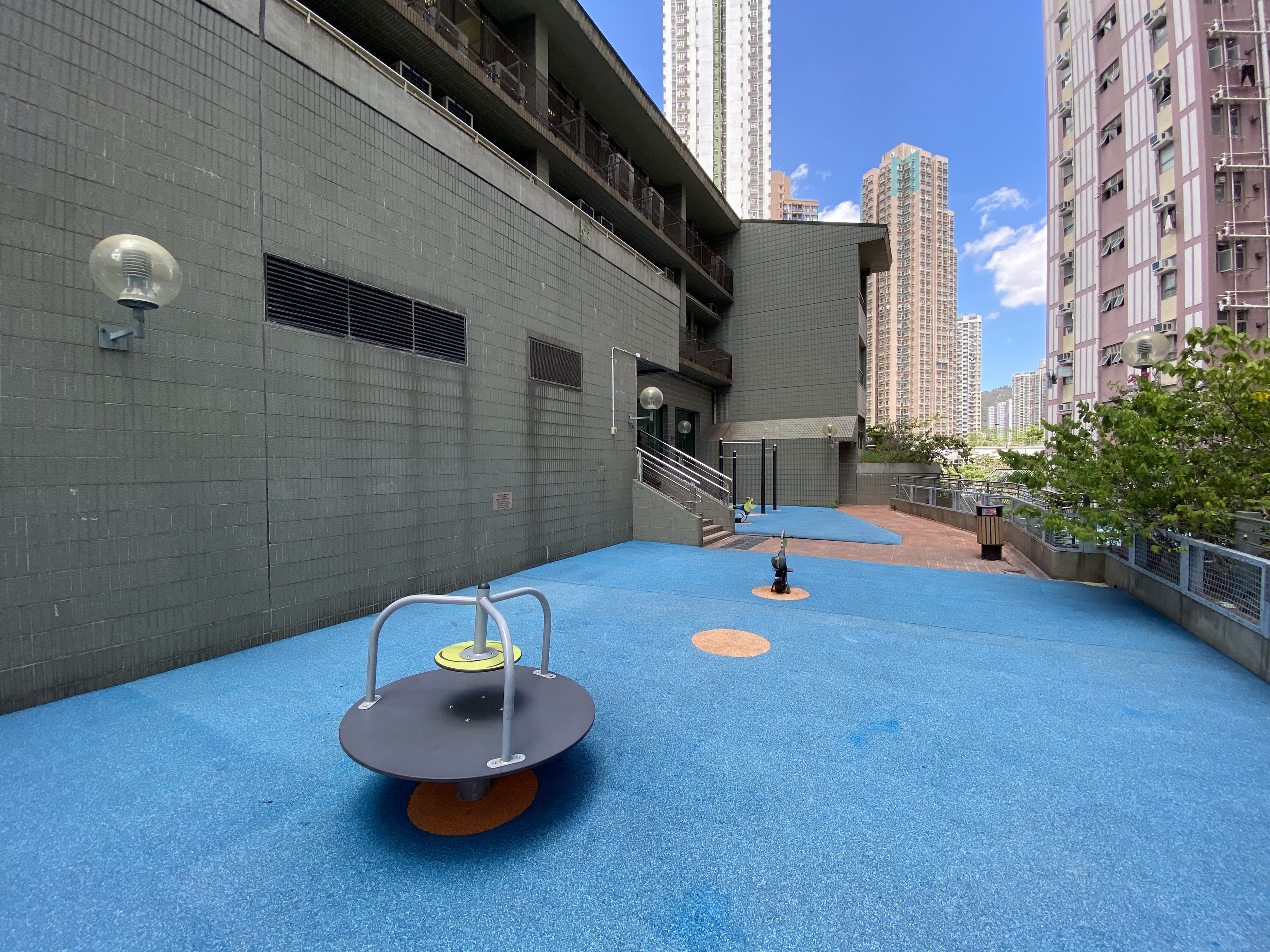
商場1樓平台設有簡單遊樂設施
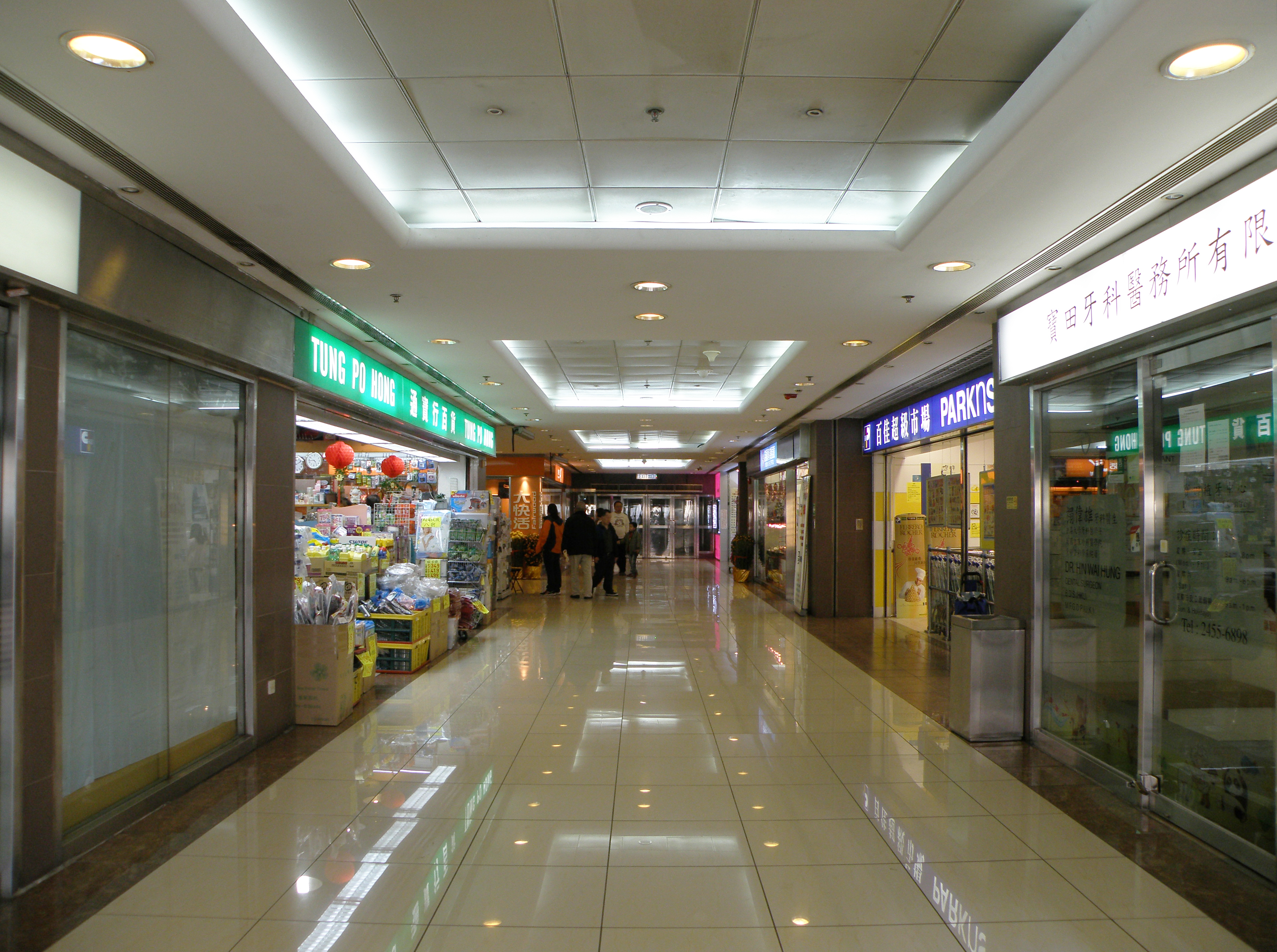
寶田商場1樓（2015年）
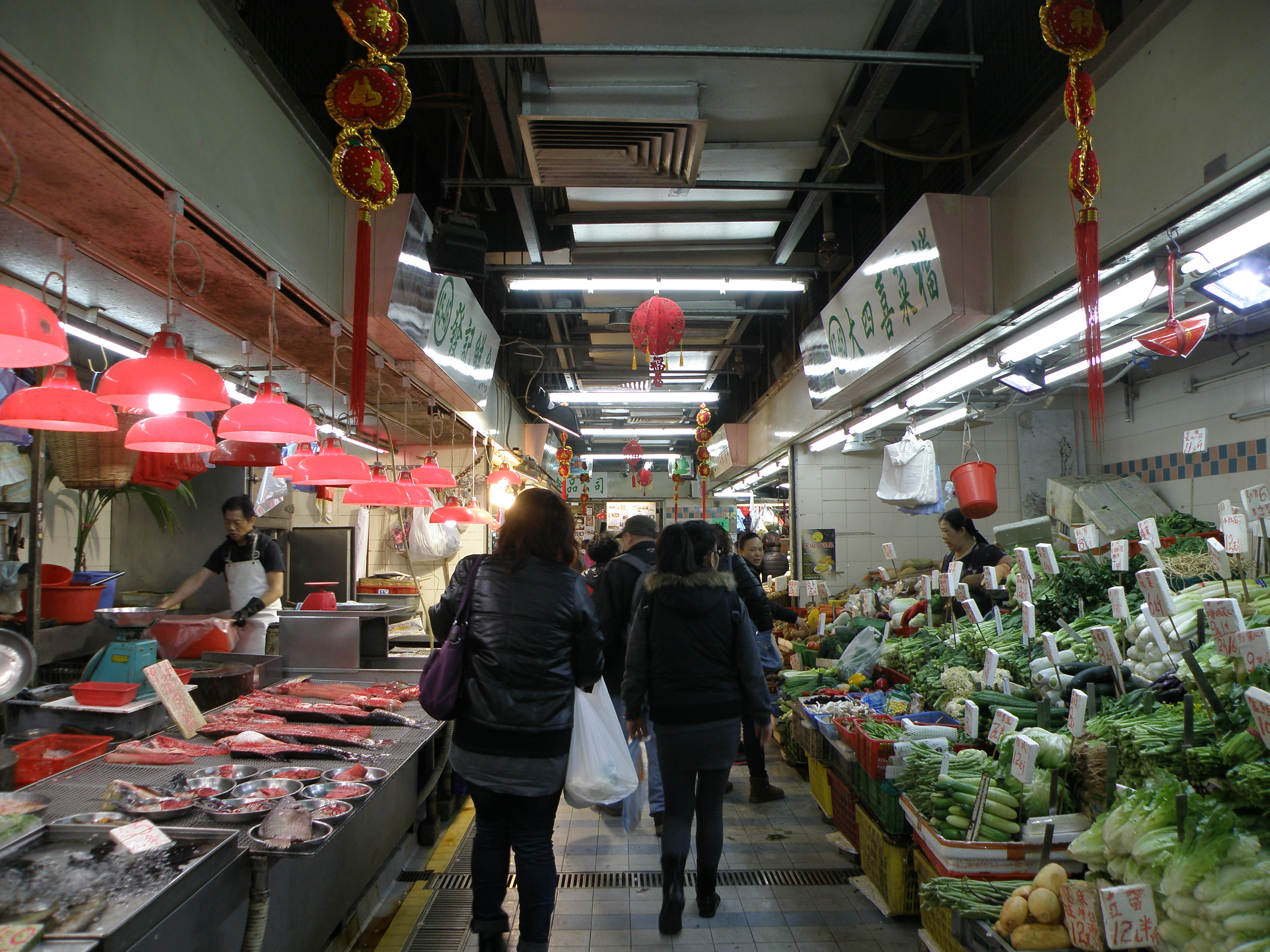
翻新前的寶田街市（2015年）

### 休憩設施

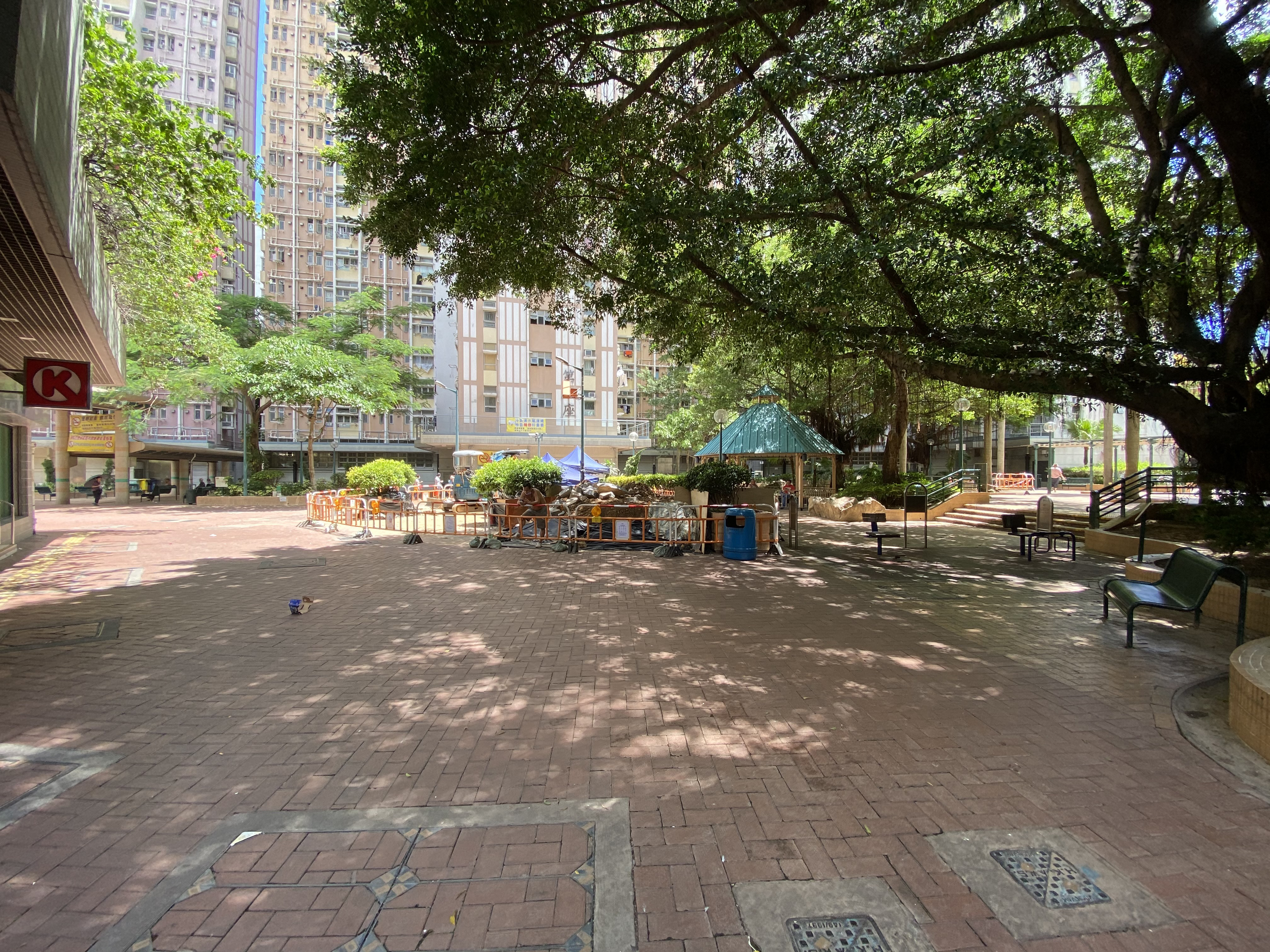
商場對出的休憩區和涼亭

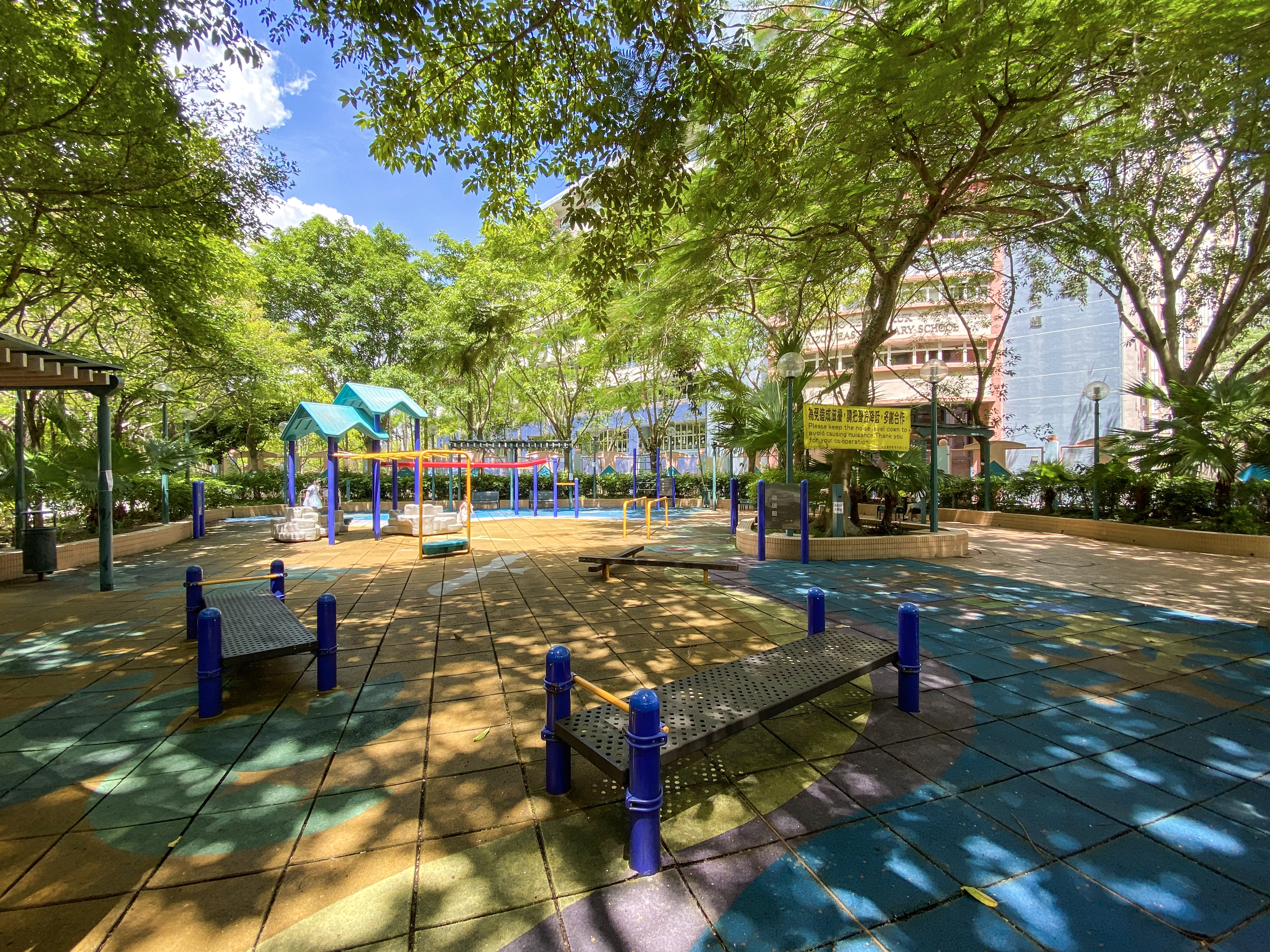
兒童遊樂場和健身區

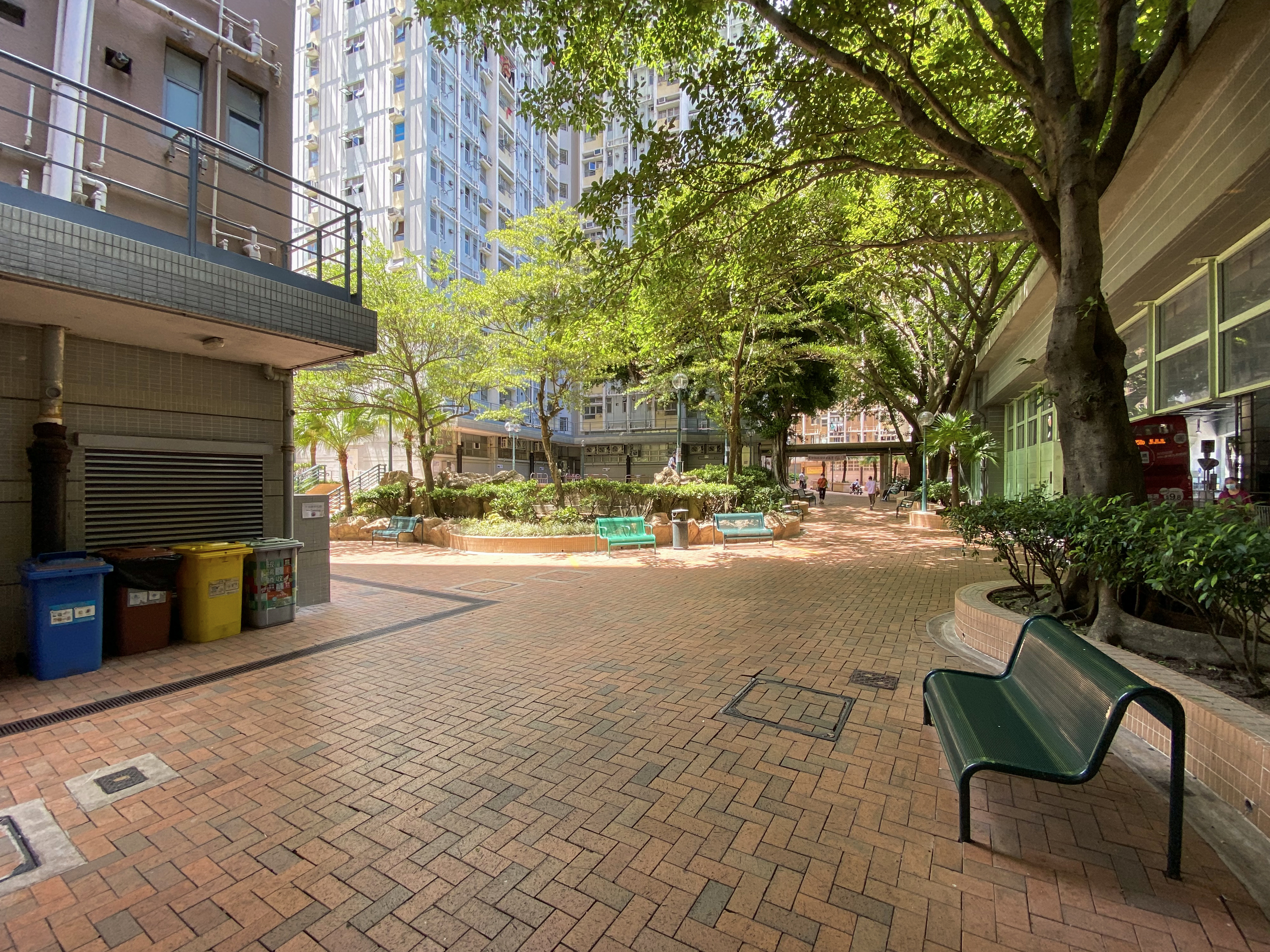
寶田總站對出的休憩空間

屋苑設有4個兒童遊樂場，1個籃球場、3個羽毛球場、乒乓球區和健體區。

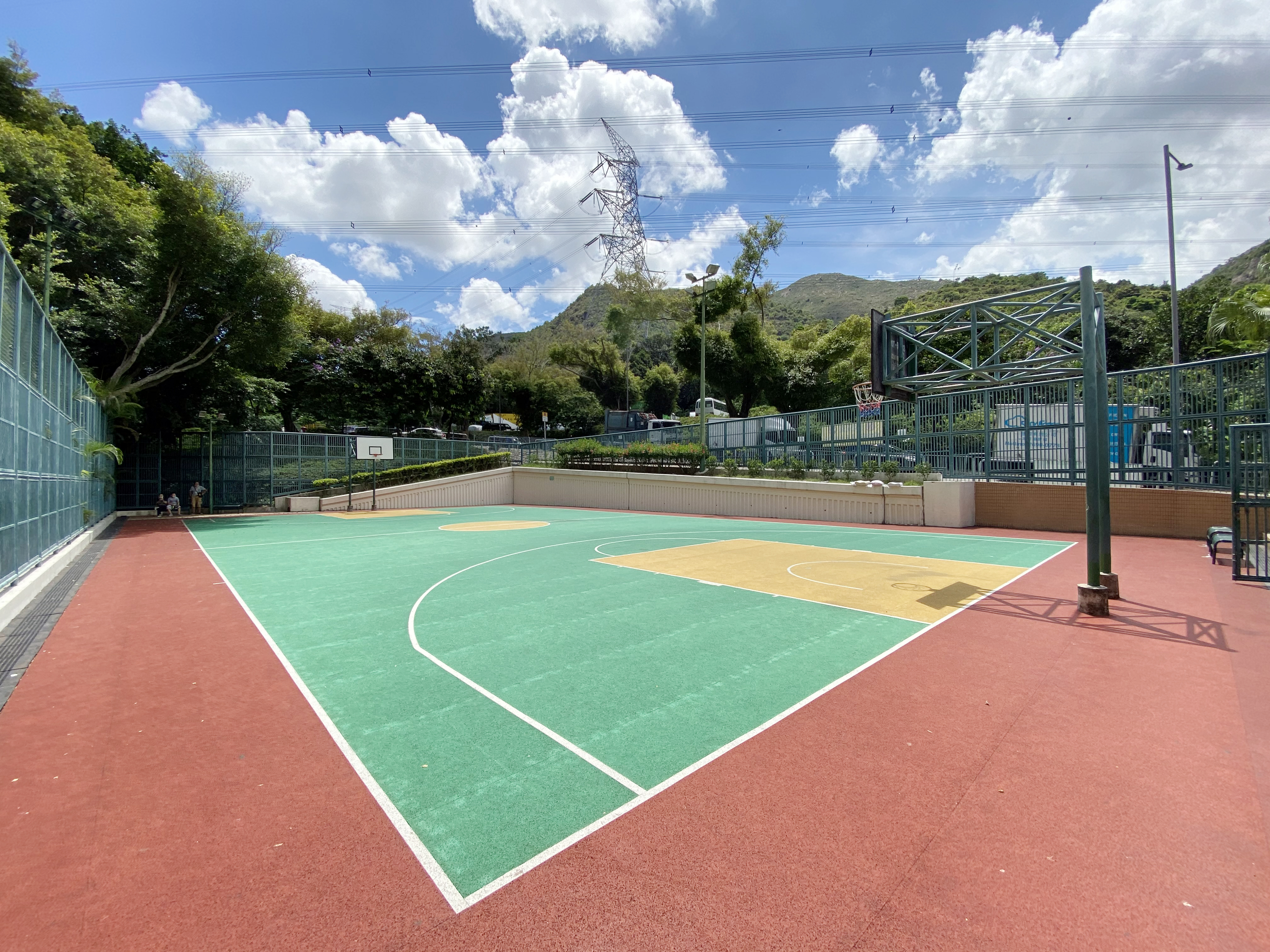
靠近第7座的籃球場
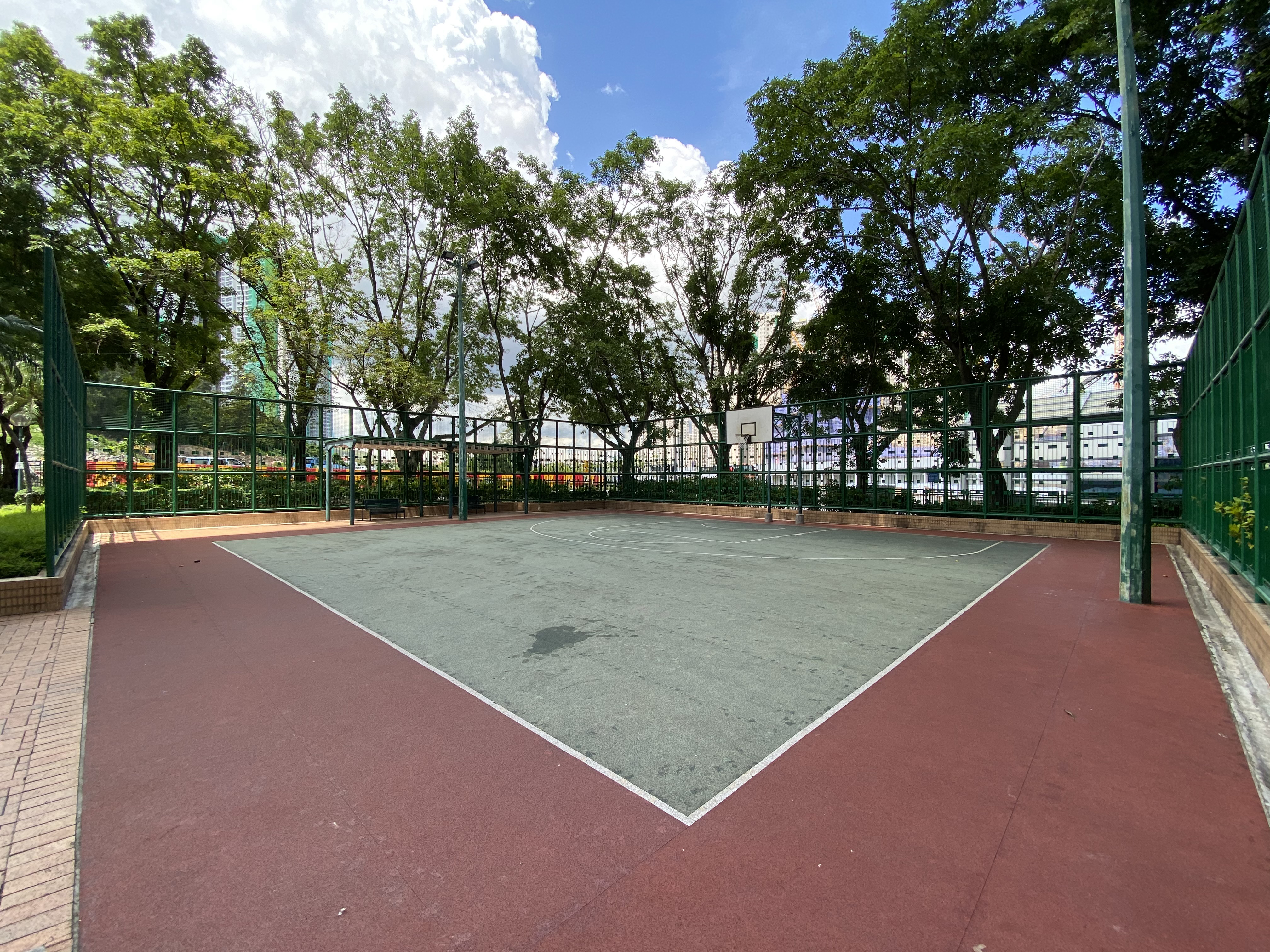
半個籃球場
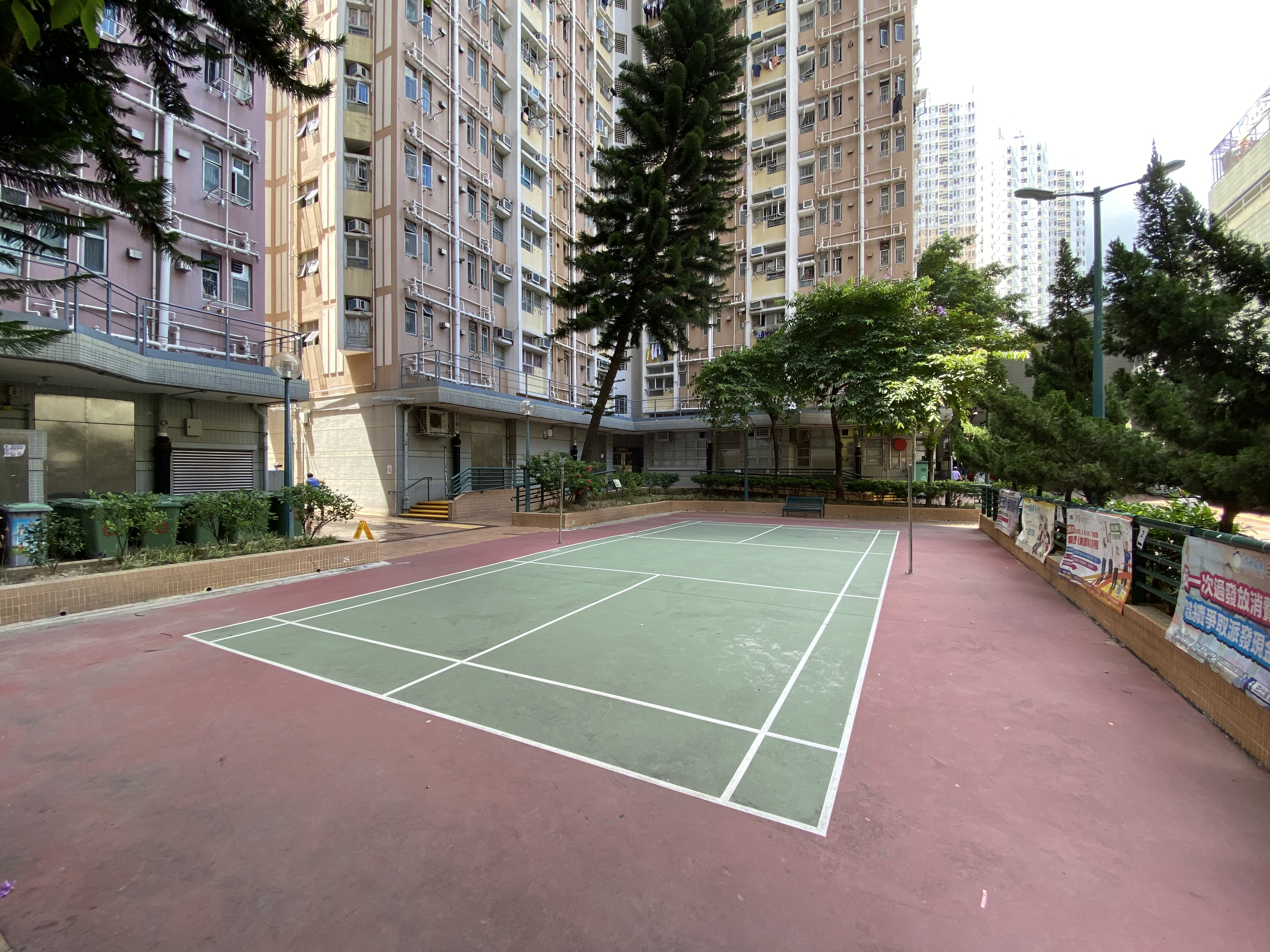
羽毛球場
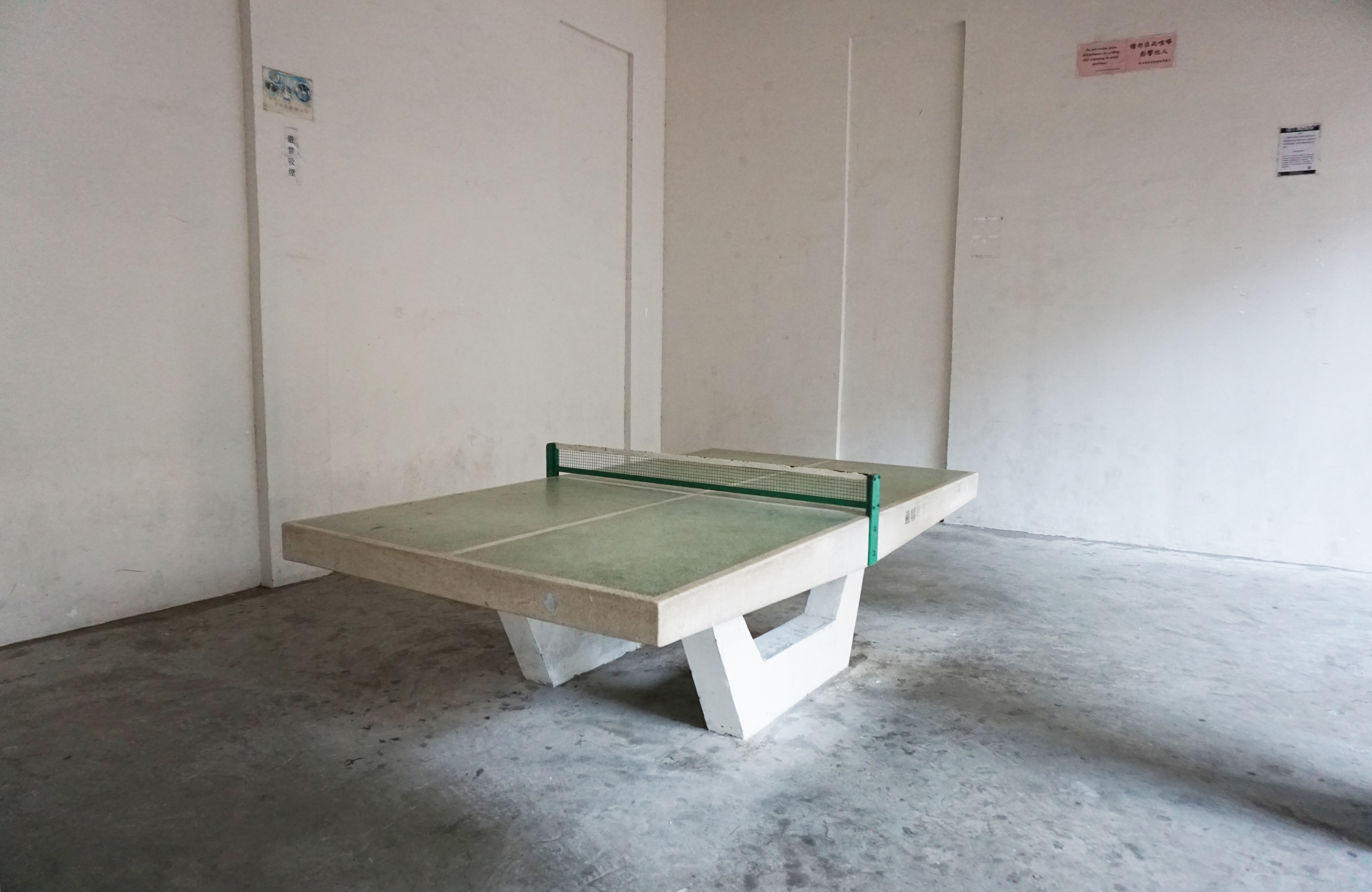
乒乓球區
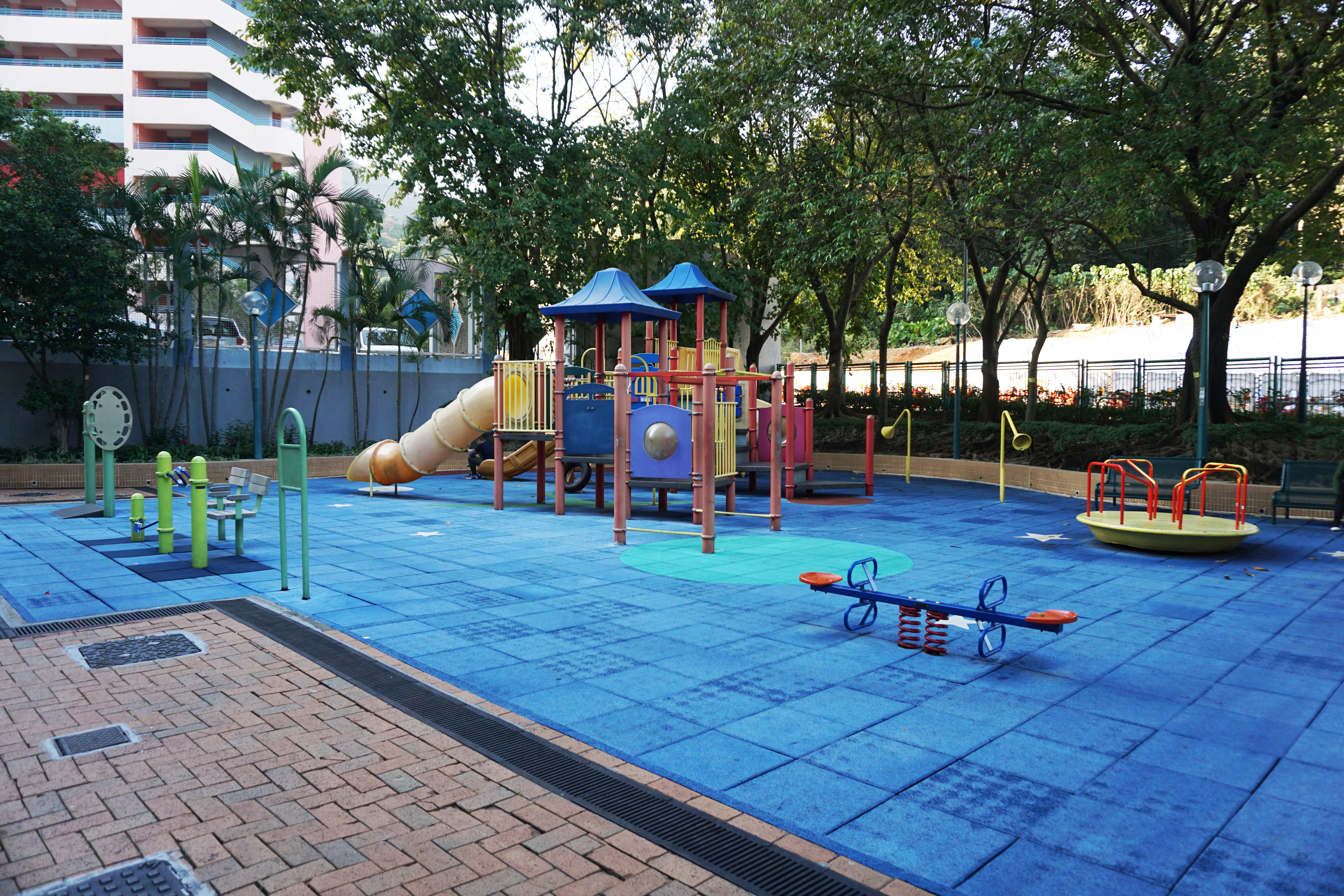
健體區及兒童遊樂場
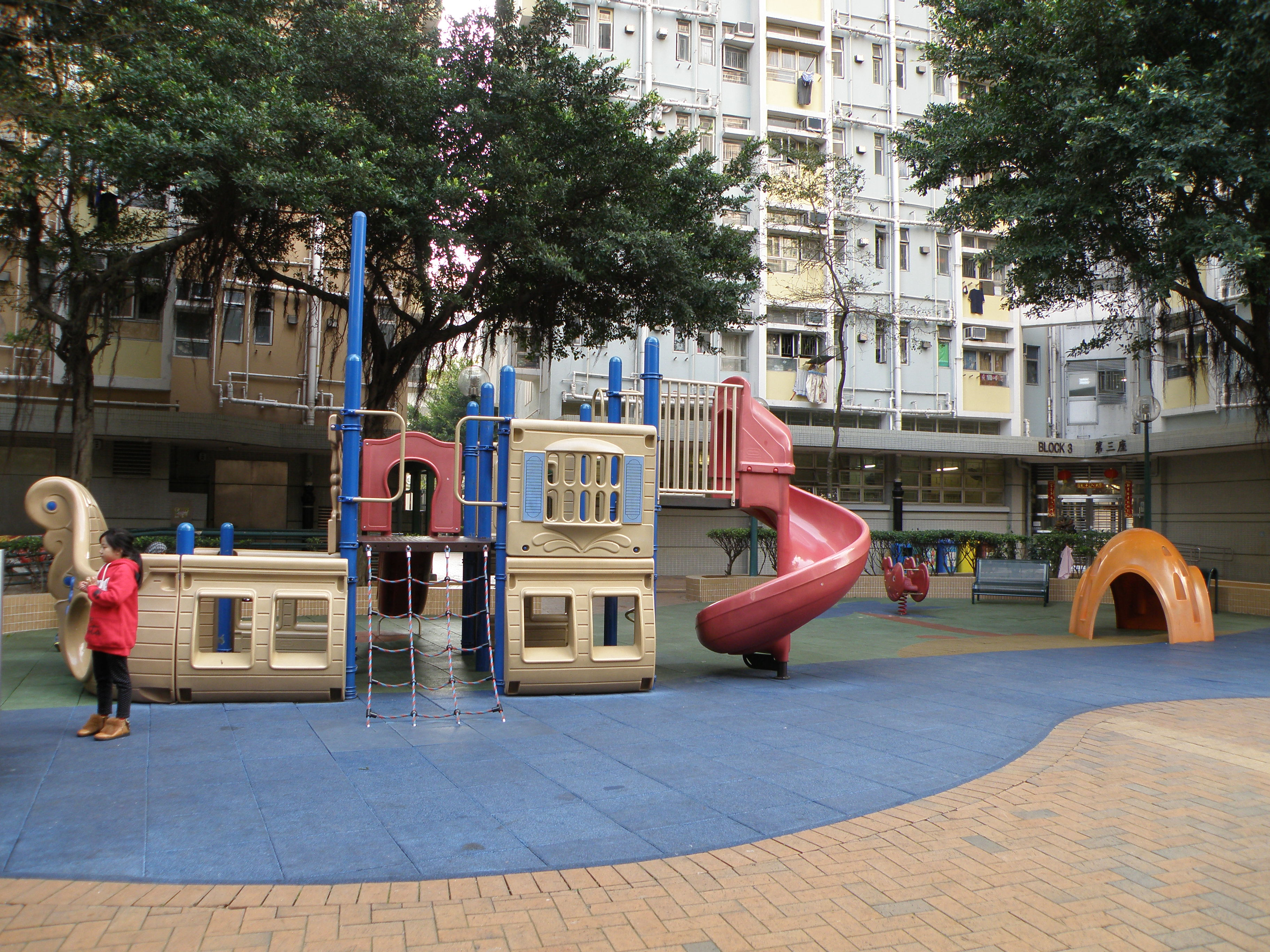
第3座對出的兒童遊樂場，目前已經變為平地

## 教育及福利設施

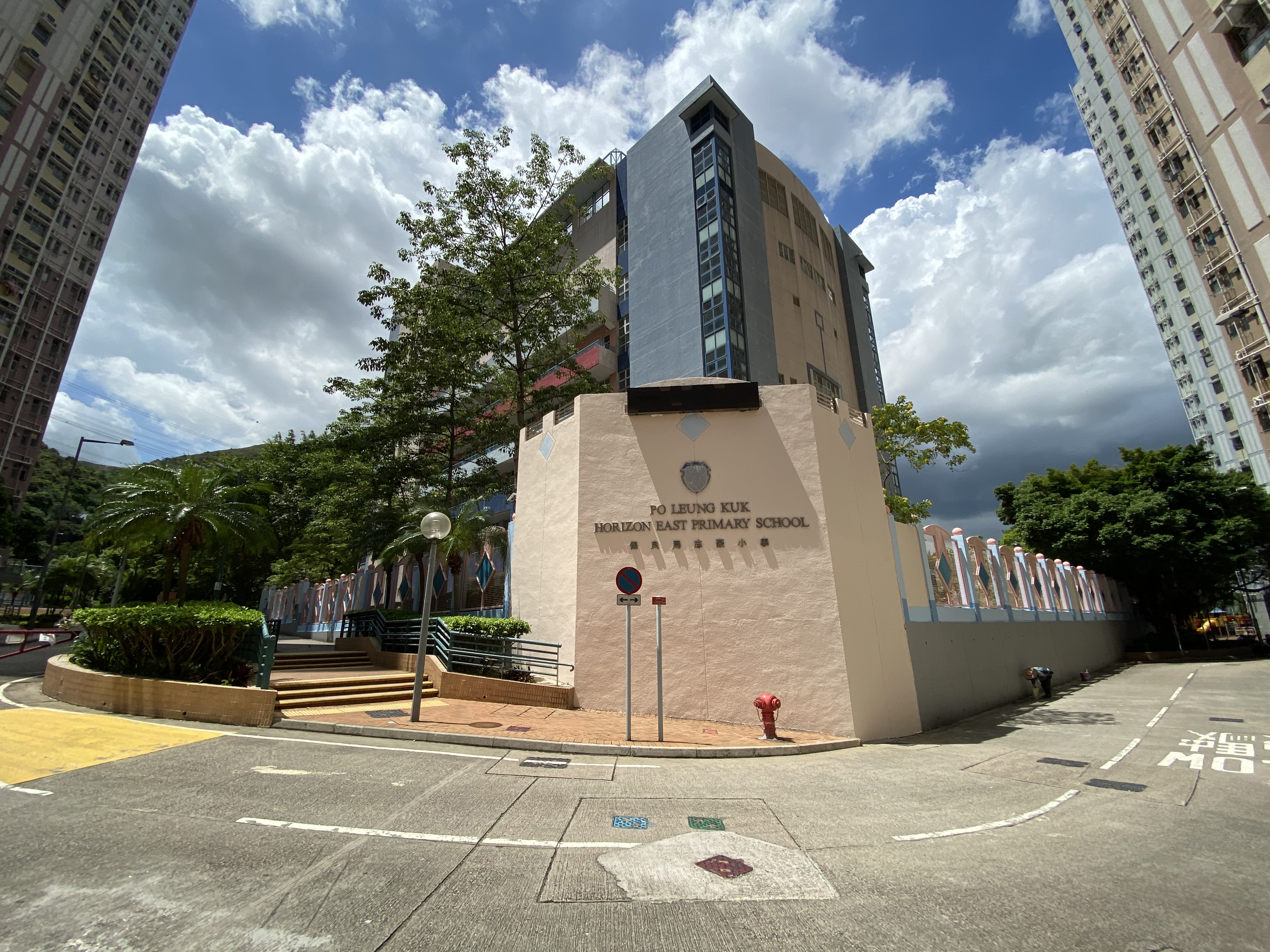
保良局志豪小學

### 幼稚園
- 香港浸信會聯會寶田幼稚園 （2000年創辦）（位於寶田商場2樓202號）

已遷出
- 仁濟醫院嚴徐玉珊幼稚園   （2000年創辦）（原位於寶田商場2樓201室，2023年遷入鄰近的和田邨和麗樓地下）

### 小學
- 保良局志豪小學

### 綜合青少年服務中心
- 基督教香港信義會屯門青少年綜合服務中心

### 區議員辦事處
- 蘇嘉雯議員辦事處：寶田邨第四座地下8號[10]

## 所屬選區
本屋邨現屬於屯門區議會屯門北選區，此選區於2023年設立，現任區議員為新民黨黨員蘇嘉雯與民建聯成員賴嘉汶出任該區區議員。在立法會地區直選當中，本邨則屬於新界西北（LC8）選區範圍之內。

### 歷屆議員
| 屆別           | 議員   | 政治聯繫 | 政治聯繫                   |
| -------------- | ------ | -------- | -------------------------- |
| 2004年－2007年 | 陳秀雲 |          | 民建聯                     |
| 2008年－2011年 | 陳秀雲 |          | 民建聯                     |
| 2012年－2015年 | 蘇嘉雯 |          | 新民黨                     |
| 2016年－2019年 | 蘇嘉雯 |          | 新民黨 → 實政圓桌          |
| 2020年－2023年 | 蘇嘉雯 |          | 實政圓桌 → 無黨籍 → 新民黨 |

## 問題

### 治安
寶田邨原為中轉房屋，目的讓受各種原因（例如：清拆重建、天災、家庭問題等）而未獲配租住公屋單位的人士暫住。 自2004年改作公共屋邨，編配予公屋輪候冊上的申請人。然而其位處偏遠，加上居住環境較一般公屋差劣（例如：廁所面積細少），部份公屋申請人不會先考慮入住該邨，令大部份單位仍用作中轉房屋用途。不少居民本身面對如欠債、長期患病或婚姻失敗等問題，造成過去當區治安差劣及家庭倫常慘案的問題。

### 廁所狹窄
寶田邨前身為中轉房屋，但單位內配有獨立廁所、廚房、水電、煤氣供應及公共天線系統等設備。不過其廁所面積較一般公共屋邨為小，僅有0.672平方米。這造成不少當區居民出入廁所時轉身困難，甚至撞傷，引起當區居民要求房屋署改善廁所空間不足的問題。同時房屋署要求租戶簽署聲明書，不得因廁所太細小為由調遷。2013年6月3日，約40名寶田邨居民到立法會外請願，要求房屋署擴大廁所，並向時任運輸及房屋局常任秘書長栢志高提交請願信。
同日，立法會房屋事務委員會會議中，房屋署回應自2006年起免費向住戶提供改善工程，改用新式的角形洗手盆並轉移至浴室牆角及重新安置花灑。 同時房屋署向租戶提供優惠，包括:單位租金維持中轉屋暫准證費水平、新租約14天裝修加一個月免租，以及向拒絕遷入的公屋申請人提供最多三次的配屋機會。另外有立法會議員要求政府改建廁所，甚至重建整個屋邨。 然而政府回應指單位的部份結構由預製組件組成，改動廁所可能造成滲水問題，再加上本身屋邨非為容納大廁所之設計，故此認定技術上不可能。再者寶田邨落成至今不足20年，因應有更多40年以上舊屋邨需重建，及公屋輪候冊人數眾多，故重建方案亦不可行。 最後該會通過兩項議案，要求房委會提交擴大廁所方案，及就此問題研究，安排委員會成員落邨實地視察，以便日後就此舉行會議。
2014年1月14日，房屋事務委員會委員蒞臨寶田邨實地視察，並聽取房委會擴大廁所方案研究結果簡介。 房屋署建議縮減客廳或廚房的面積，以擴大一呎洗手間的面積。當局估計每個洗手間擴建費用約港幣25,000元，約十五至二十天可完成，全邨完成約港幣6,000至8,000萬元。

## 外部連結
- 房委會物業位置及資料 寶田邨 （页面存档备份，存于）
- .   [2020-05-27]. （原始内容存档于2002-03-29）.